# João Soares de Paiva
João Soares de Paiva (c.1140) fue un poeta o trovador y noble portugués, a menudo reconocido como el primer autor del lenguaje literario gallego-portugués. Vivió en el norte de Portugal, cerca de las cascadas del río Paiva, y también en el reino de Aragón, cerca de Monzón, Tudela y Pamplona, en la frontera con el reino de Navarra.

## Obras
Escribió cantigas de amor, hoy perdidas. De su producción, sólo se conserva una composición, que resulta ser el texto más antiguo de los conservados en la lírica medieval galaico-portuguesa: se trata de un sirventés satírico de tipo político en el que abundan las referencias históricas y sociales a la región navarro-aragonesa y que tiene influencias de la épica francesa.
Cuando el rey de Aragón estaba en Provenza, los territorios aragoneses de João fueron invadidos por Sancho VII de Navarra. Por este motivo, João escribió una cantiga de escarnio, titulada, "Ora faz ost´o senhor de Navarra" (¿Por qué haces esto, señor de Navarra?).
La datación de esta cancioncilla es problemática, ya que el rey aragonés no está identificado por su nombre. Si se tratara de Pedro II, el poema habría sido escrito probablemente entre 1200 y 1204, durante un período de conflictos entre Navarra y Aragón, o en septiembre de 1213, mientras Pedro estaba en el Languedoc, donde murió en la batalla de Muret. Por otro lado, pudo haberse escrito entre 1214 y 1216, mientras el pequeño rey Jaime I estaba en Monzón, pero las buenas relaciones de Jaime con Sancho parecen indicar que el incidente debió ocurrir más bien durante el reinado de Pedro. Efectivamente la supuesta invasión debió ocurrir después de la Batalla de las Navas de Tolosa, cuando Pedro II en un error monumental acaba luchando a favor de los Cátaros, muriendo en la Batalla de Muret frente a Simón de Monfort. Antes sería imposible porque ambos reinos, junto a Castilla estaban preparándose para la batalla/cruzada de Las Navas, y de haber entrado Sancho en Aragón se habría resquebrajado la coalición.                  La incursión de tropas navarras en  Aragón se produjo tras la muerte de Pedro II, ya que Sancho le había prestado 20.000 maravedíes con la garantía prendaria de varias plazas y castillos, y al morir el deudor obviamente Sancho ejecutó la garantía, tomando las plazas en prenda legítimamente.

## El texto
Agora faz isso o senhor de Navarra,
pois em Provença é o rei de Aragão;
não têm medo, nem do seu pico, nem à sua Marra
em Tarazona, nem que está perto;
não têm medo de lhes colocar aríetes
e serão rir muito Inzura e Darren;
mas, se Deus traz o senhor de Monção
estou certo de que lhes destruirá a bacia.

Se o bom Rei lhes arrasa a Escudela,
que de Pamplona ouvistes chamar,
mal ficará o outro em Tudela,
não tem outra coisa de que se preocupar:
pois verá o bom Rei em acampamento
e destruir até o burgo de Estella:
verás sofrer os navarros e ao senhor
que a todos comanda.

Quando o senhor sai de Tudela, lança
ele a sua hoste e todo o seu poder;
bem sofrem aí de sacrifício e de pena,
pois saem para roubos e voltam correndo;
o Rei procura, como perito,
que não amanheça em terra alheia,
e de onde partiu, ele torna a dormir,
o almoço ou então o jantar.

Traducción libre al portugués de la cantiga
Ora faz ost’o senhor de Navarra, João Soares de Paiva
Ora faz ost’o senhor de Navarra,
pois en Proenç’est’el-Rei d’Aragon;
non lh’an medo de pico nen de marrra
Tarraçona, pero vezinhos son;
nen an medo de lhis poer boçon
e riir-s’an muit’Endurra e Darra;
mais, se Deus traj’o senhor de Monçon
ben mi cuid’eu que a cunca lhis varra.

Se lh’o bon Rei varrê-la escudela
que de Pamplona oístes nomear,
mal ficará aquest’outr’en Todela,
que al non á a que olhos alçar:
ca verrá i o bon Rei sejornar
e destruir atá burgo d’Estela:
e veredes Navarros lazerar
e o senhor que os todos caudela.

Quand’el-Rei sal de Todela, estrëa
ele sa ost’e todo seu poder;
ben sofren i de trabalh’e de pëa,
ca van a furt’e tornan-s’en correr;
guarda-s’el-Rei, comde de bon saber,
que o non filhe a luz en terra alhëa,
e onde sal, i s’ar torn’a jazer
ao jantar ou se on aa cëa.

Versión original, en gallego-portugués, de la cantiga
Ora faz ost’o senhor de Navarra, João Soares de Paiva